# Зверев, Митрофан Степанович
Митрофа́н Степа́нович Зве́рев (3 [16] апреля 1903, Воронеж — 17 ноября 1991) — советский астроном и астрометрист, член-корреспондент АН СССР (1953).

## Биография
Родился в 1903 году в Воронеже в семье священника и краеведа Стефана (Степана) Егоровича Зверева. Четвёртый ребёнок в семье; братья Михаил (1892), Георгий (1895), Алексей (1904) и сестра Ольга (1901). В 1920 поступил на математическое отделение физико-математического факультета Воронежского государственного университета, которое не окончил, проучившись до 1923 года. Работал служителем университетского музея зоологии и одновременно на метеорологической станции при университете; при этом параллельно учился в музыкальном училище на отделении фортепиано, которое окончил в 1923 году.
В 1929 окончил Московскую консерваторию, в 1931 — Московский университет. Старший научный сотрудник (1931—1938) Государственного астрономического института им. П. К. Штернберга (ГАИШ). Кандидат физико-математических наук (1938, без защиты диссертации). Заведующий службой времени (1941—1945) ГАИШ.
Во время Великой Отечественной войны возглавлял службу времени Государственного астрономического института, эвакуированную в Свердловск с октября 1941 года. В начале войны служба времени ГАИШ осталась единственной, откуда исходили сигналы точного времени. Широковещательные и ритмические сигналы из эвакуированной в Свердловск службы времени подавались по июль 1944 года, до реэвакуации ГАИШ в Москву.
Член КПСС с 1947.
Зам. директора по научной части (1945—1951) ГАИШ. Доктор физико-математических наук (1947). Профессор кафедры астрометрии механико-математического факультета (1948—1952).
С 1951 работал в Пулковской обсерватории (в 1951—1971 — заместителем директора), одновременно читал лекции по астрономии в Ленинградском университете (с 1970 — заведующий кафедрой астрономии этого университета).
Член-корреспондент АН СССР (1953).
С 1971 по 1991 год — секретарь учёного совета ГАО АН СССР(ныне ГАО РАН).

## Научная деятельность
Основные научные работы посвящены фундаментальной астрометрии, службе времени, исследованию переменных звезд. В 1930-е годы визуально наблюдал переменные звезды на 18-сантиметровом рефракторе ГАИШ. В 1932—1975 участвовал в меридианных наблюдениях звезд по коллективным и международным программам в Москве, Пулкове и Сантьяго (Чили). Развивая идеи, высказанные в 1930-е годы Н. И. Днепровским и Б. П. Герасимовичем, возглавил международные работы по созданию Каталога слабых звезд. Организовал и был участником астрономических экспедиций в Чили (1962—1973, Астрономическая станция Серро-Эль-Робле) для наблюдений звездных положений в Южном полушарии, прерванных военным переворотом. Составил ряд звёздных каталогов, в том числе Предварительный фундаментальный каталог слабых звёзд (совместно с Д. Д. Положенцевым). Предложил проект нового меридианного инструмента — фотографический вертикальный круг симметричной конструкции, на котором были выполнены определения склонений звезд с высокой точностью. Детально разрабатывал вопрос об учёте влияния наклона слоев равной плотности воздуха на астрономическую рефракцию. Проводил большую педагогическую и научно-популяризаторскую работу.

## Должности, награды, премии
- Председатель Астрометрической комиссии Астрономического совета АН СССР (1951—1973);
- Президент Комиссии № 8 «Позиционная астрономия» МАС (1952—1958);
- Председатель ленинградской областной организации общества «Знание» (1956—1975);
- Медаль им. С. И. Вавилова общества «Знание»;
- Именем Зверева названа малая планета (2323) Зверев, открытая Н. С. Черных 24 сентября 1976 года в Крымской астрофизической обсерватории.